# Stickney (Dakota del Sud)
Stickney és una població dels Estats Units a l'estat de Dakota del Sud. Segons el cens del 2000 tenia 334 habitants.

## Demografia
Segons el cens del 2000, Stickney tenia 334 habitants, 156 habitatges, i 92 famílies. La densitat de població era de 477,6 habitants per km².
Dels 156 habitatges en un 28,8% hi vivien nens de menys de 18 anys, en un 51,3% hi vivien parelles casades, en un 4,5% dones solteres, i en un 41% no eren unitats familiars. En el 39,7% dels habitatges hi vivien persones soles el 25,6% de les quals corresponia a persones de 65 anys o més que vivien soles. El nombre mitjà de persones vivint en cada habitatge era de 2,11 i el nombre mitjà de persones que vivien en cada família era de 2,85.
Per edats la població es repartia de la següent manera: un 24,3% tenia menys de 18 anys, un 6,3% entre 18 i 24, un 19,8% entre 25 i 44, un 21,6% de 45 a 60 i un 28,1% 65 anys o més.
L'edat mediana era de 45 anys. Per cada 100 dones de 18 o més anys hi havia 75,7 homes.
La renda mediana per habitatge era de 28.906 $ i la renda mediana per família de 42.083 $. Els homes tenien una renda mediana de 27.344 $ mentre que les dones 25.208 $. La renda per capita de la població era de 15.936 $. Entorn del 5,6% de les famílies i el 9,1% de la població estaven per davall del llindar de pobresa.

## Poblacions més properes
El següent diagrama mostra les poblacions més properes.